# لیپوم

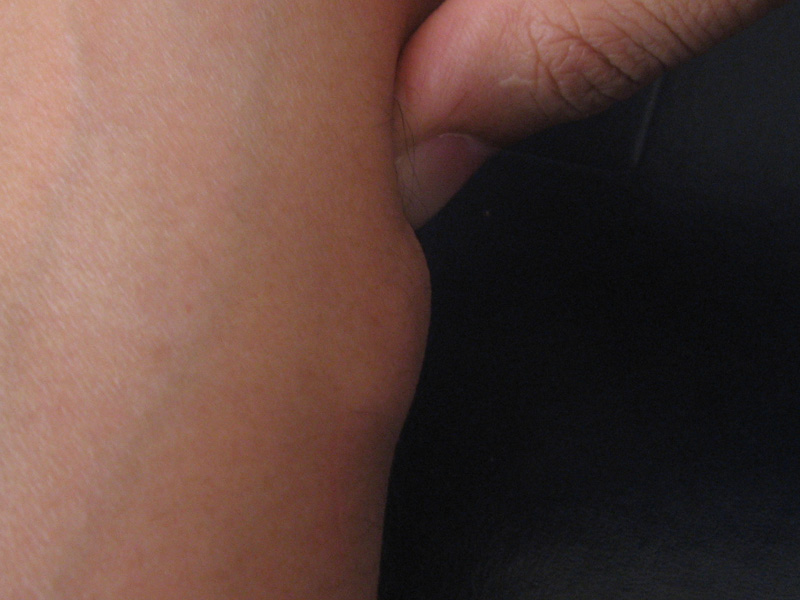
نمونه ای از لیپوما

لیپوم یا لیپوما (به انگلیسی: Lipoma) به تومور خوش‌خیم با منشأ بافت چربی متراکم گفته می‌شود. این توده نسبتاً شایع در مناطق مختلف بدن تشکیل می‌شود. علائم آن اغلب ناشی از فشار بر بافت‌های مجاور می‌باشد.
معمولاً در معاینه توده‌ای قابل حرکت و بدون درد لمس می‌شود. اغلب اندازه این غده کوچک است (به ندرت به شش سانتیمتر می‌رسد). در بالغین بین چهل تا شصت سال شایع‌تر است، اما در جوان‌ترها و کودکان نیز ممکن است مشاهده شود.

## علایم شایع لیپوم
گره‌هایی در زیر پوست رشد می‌کنند که دارای ویژگی‌های زیر هستند:
- این گره‌ها گنبدی‌شکل و دارای قطر ۱۰–۲ سانتی‌متر هستند. امکان دارد بعضی اندازه‌های بزرگ‌تر هم پیدا کنند
- این گره‌ها در هنگام لمس دارای شکل خمیری و سطح صاف بوده و به راحتی می‌توان آن‌ها را حرکت داد
- این عارضه ممکن است به صورت یک ضایعه منفرد یا ضایعات متعدد بروز کند.
- پوست روی ضایعات دارای ظاهری طبیعی می‌باشد.
- این گره‌ها فاقد علایمی نظیر خارش یا درد هستند.

## درمان
معمولاً لیپوم نیاز به درمان خاصی ندارد ولی اگر اندازه آن بزرگ شده باشد و منظره بدی را برای بیمار فراهم کرده باشد می‌توان از عمل جراحی در مطب دکتر استفاده کرد و آن را برداشت.